# Winter-Paralympics 2018/Teilnehmer (Argentinien)
| stlisierte Goldmedaille | stlisierte Silbermedaille | stlisierte Bronzemedaille |
| ----------------------- | ------------------------- | ------------------------- |
| —                       | —                         | —                         |

Argentinien hat bei den Winter-Paralympics 2018 in Pyeongchang zwei Athleten an den Start geschickt.

## Sportarten

### Ski Alpin
| Athlet          | Klasse | Wettbewerb                | 1. Lauf | 1. Lauf | 2. Lauf         | 2. Lauf         | Gesamt          | Gesamt          |
| Athlet          | Klasse | Wettbewerb                | Zeit    | Rang    | Zeit            | Rang            | Zeit            | Rang            |
| Männer          | Männer | Männer                    | Männer  | Männer  | Männer          | Männer          |                 |                 |
| --------------- | ------ | ------------------------- | ------- | ------- | --------------- | --------------- | --------------- | --------------- |
| Enrique Plantey | LW11   | Super G, sitzend          | --      | --      | disqualifiziert | disqualifiziert | disqualifiziert | disqualifiziert |
| Enrique Plantey | LW11   | Superkombination, sitzend | 1:35,97 | 22      | DNF             | DNF             | DNF             | DNF             |
| Enrique Plantey | LW11   | Riesenslalom, sitzend     | DNF     | DNF     | ausgeschieden   | ausgeschieden   | DNF             | DNF             |
| Enrique Plantey | LW11   | Slalom, sitzend           | 59,52   | 14      | 59,59           | 11              | 1:59,11         | 11              |

### Snowboard
| Athlet                        | Klasse | Wettbewerb      | Lauf 1        | Lauf 1        | Lauf 2        | Lauf 2         | Lauf 3        | Lauf 3        | Gesamt | Gesamt |
| Athlet                        | Klasse | Wettbewerb      | Zeit          | Rang          | Zeit          | Rang           | Zeit          | Rang          | Zeit   | Rang   |
| Männer                        | Männer | Männer          | Männer        | Männer        | Männer        | Männer         | Männer        | Männer        | Männer | Männer |
| ----------------------------- | ------ | --------------- | ------------- | ------------- | ------------- | -------------- | ------------- | ------------- | ------ | ------ |
| Carlos Javier Codina Thomatis | SB-LL2 | Banked Slalom   | 1:08:44       | 15            | 1:01,96       | 11             | 56,24         | 12            | 56,24  | 13     |
| Carlos Javier Codina Thomatis | SB-LL2 |                 | Qualifikation | Qualifikation | 1. Runde      | Viertelfinale  | Halbfinale    | Finale        | Rang   | Rang   |
| Carlos Javier Codina Thomatis | SB-LL2 | Snowboard Cross | 1:02,81       | 12            | Pick gewonnen | Gabel verloren | ausgeschieden | ausgeschieden | 8      | 8      |